# Charles Hinman
Charles Hinman (* 29. Dezember 1932 in Syracuse) ist ein minimalistischer Maler, der Mitte der 1960er Jahre insbesondere durch seine Erfindung dreidimensionaler Leinwände bekannt wurde.

## Leben
Er begann seine künstlerische Laufbahn im heutigen Everson Museum of Art in seiner Heimatstadt, das damals noch unter dem Namen Syracuse Museum of Fine Arts bekannt war. Im Jahr 1955 schloss er die Syracuse University mit einem Bachelor of Arts im Bereich Kunst ab. Danach wurde er Teil einer kleinen Gemeinschaft von Künstlern in Manhattan, bestehend unter anderem aus seinem Mitbewohner James Rosenquist, sowie den in der Nachbarschaft lebenden Künstlern Robert Indiana, Ellsworth Kelly, Jack Youngerman und Agnes Martin. Die Gruppe – auch wenn sie sich nicht als Bewegung als solche verstand – versuchte sich gezielt vom abstrakten Expressionismus abzugrenzen, indem sie Werke schuf, die der Pop-Art, dem Minimalismus und der feministischen Kunst zuzuordnen waren.
Mitte der 1960er Jahre experimentierte Charles Hinman, wie auch weitere minimalistische Künstler zeitgleich, mit der Form von Leinwänden. Das klassische Rechteck oder Quadrat der Leinwand wurde als einengend empfunden. Hinman war insofern revolutionär, als er zwischen 1963 und 1964 die Leinwand völlig von der Hängung an einer Wand loslöste und stattdessen dreidimensionale Formen schuf, die zugleich Flächen zum Bemalen als auch Skulptur waren. In den darauffolgenden Jahren lotete Hinman mit Farbe, Schatten und Reflexionen die Möglichkeiten jener Formen aus, auch um Illusionen von Raum und Volumen zu erschaffen.

## Sammlungen
Werke von Charles Hinman sind unter anderem in folgenden Museen vertreten:
- Museum of Modern Art
- Whitney Museum
- Buffalo AKG Art Museum
- Tel Aviv Museum of Art